# Bạch Thái Bưởi
Bạch Thái Bưởi (白泰𣞻, 1874 – 22 tháng 7 năm 1932) là một doanh nhân người Việt đầu thế kỷ 20. Các lĩnh vực kinh doanh nổi bật nhất của Bạch Thái Bưởi là hàng hải, khai thác than và in ấn.

## Cuộc đời

### Khởi nghiệp
Bạch Thái Bưởi sinh ra trong một gia đình nông dân nghèo ở làng An Phúc (Yên Phúc), huyện Thanh Trì, tỉnh Hà Đông (nay là Yên Phúc, Hà Đông, Hà Nội), tên thật là Đỗ Thái Bửu. Gia đình ông vốn họ Đỗ nhưng vì cha ông là Đỗ Văn Cóp mất sớm, ông phải phụ giúp mẹ kiếm sống bằng nghề bán hàng rong. Sau có một người nhà giàu họ Bạch nhận ông làm con nuôi và cho ăn học, ông mới đổi từ họ Đỗ sang họ Bạch. Sau thời gian học quốc ngữ và tiếng Pháp; ông bỏ học đi làm thư ký cho một hãng buôn của người Pháp ở phố Tràng Tiền, Hà Nội. Khi đó ông có tên là Ký Năm.
Năm 1894, ông chuyển sang làm cho một xưởng thuộc hãng thầu công chính và ở đây, lần đầu tiên ông được tiếp xúc, thu nhận những hiểu biết về máy móc, cách tổ chức, quản lý sản xuất.
Năm 1895, ông được Phủ Thống sứ Bắc kỳ chọn làm người giới thiệu những sản phẩm của Việt Nam tại Hội chợ Bordeaux, nơi ông đã được tiếp xúc trực tiếp với xã hội phương Tây.
Khi về nước, với kiến thức và kinh nghiệm thu được trong thời gian ở Pháp, ông đã xin làm giám đốc công trình cầu Long Biên. Nhận thấy người Pháp đang cần gỗ xây dựng đường sắt, Bạch Thái Bưởi đã hùn vốn với một người Pháp làm đại lý cung cấp tà vẹt gỗ cho Sở Hoả xa Đông Dương.
Sau ba năm kinh doanh, ông đã trở nên giàu có và đã tách riêng để kinh doanh độc lập bằng việc bỏ vốn ra buôn ngô, nhưng lần này ông đã thất bại và lỗ nặng. Mặc dù vậy, ông vẫn tung nốt những đồng vốn còn lại vào một vụ đấu thầu hiệu cầm đồ của người Hoa ở Nam Định và ông đã trúng thầu. ông lãnh thêm việc thầu thuế chợ ở Vinh (1906–1913), ở Nam Định (1906–1909), ở Thanh Hóa (1907–1909).

### Hàng hải
Năm 1909, Bạch Thái Bưởi đã bước vào một lĩnh vực kinh doanh mới mẻ là ngành vận tải đường sông, bắt đầu bằng việc thuê lại 3 chiếc tàu (Phi Phụng, Phi Long và Khoái Tử Long) của một hãng tàu Pháp chở thư và hành khách đường sông Bắc kỳ, có tên là A. R. Marty, vừa hết hạn hợp đồng với chính phủ. Ông đã cho tàu chạy hai tuyến đường: Nam Định – Hà Nội và Nam Định – Bến Thủy (Vinh) Lúc này, ông đã phải đối mặt với hai đối thủ nặng ký nhất là chủ tàu người Pháp và người Hoa. Và cuộc đụng độ không cân sức đã xảy ra, ông hạ giá vé xuống một thì người Hoa hạ giá vé xuống hai. Các chủ tàu người Hoa lại trường vốn và đã quyết chí đánh bại Bạch Thái Bưởi bằng đủ mọi cách. Trong tình thế đó, Bạch Thái Bưởi đã nghĩ tới một thứ vũ khí mà người Hoa không thể có, đó là tinh thần dân tộc. Bạch Thái Bưởi đã tin rằng, sự nghiệp kinh doanh của mình diễn ra trên tổ quốc mình, xung quanh là đồng bào minh chắc chắn sẽ thắng lợi. Ông cho người tới các bến tàu nêu rõ những thiệt thòi của người Việt, kêu gọi về tình đồng bào, tinh thần tương thân tương ái. Ông treo một cái ống trên tàu, để ai thấy việc làm của ông là đáng khuyến khích, bỏ tiền vào, giúp cho chủ tàu giảm lỗ. Kết quả hành khách dần bỏ tàu Hoa mà đi tàu Việt. Ông đã sử dụng thành công tinh thần dân tộc như một vũ khí để chiến thắng đối thủ cạnh tranh của mình.
Từ sự thành công đó, ông đã thâu tóm các đội tàu của các công ty Pháp và Hoa đã bị phá sản như Marty d'Abbadie, công ty Desch Wander... tên của những con tàu của các hãng bị ông đánh bại và mua lại đã được gắn đầy trên bức tường trong phòng làm việc của ông.
Năm 1915, có một sự kiện đáng lưu ý trong tầm nhìn của Bạch Thái Bưởi, đó là ông đã quyết định mua lại xưởng sửa chữa và đóng tàu của A. R. Marty, một trong những xưởng đóng tàu đầu tiên ở Hải Phòng. Sau bảy năm kinh doanh trên sông nước, Bạch Thái Bưởi đã tạo dựng một cơ ngơi khép kín từ chạy tàu đến đóng tàu, sửa chữa tàu và các chi nhánh ở nhiều nơi. Đến năm 1916, Bạch Thái Bưởi đã chuyển trụ sở của hãng từ Nam Định xuống Hải Phòng, và tại đây, một công ty hàng hải mang tên Giang Hải Luân thuyền Bạch Thái Bưởi công ty đã ra đời. Năm 1917, hãng Deschwanden của Pháp bị phá sản, Bạch Thái Bưởi mua lại sáu chiếc tàu khác của hãng này. Ngày 7 tháng 9 năm 1919, công ty của Bạch Thái Bưởi đã hạ thủy tại Cửa Cấm (Hải Phòng) chiếc tàu Bình Chuẩn hoàn toàn do người Việt thiết kế, thi công. Con tàu Bình Chuẩn dài 42m, rộng 7,2m, cao 3,6m, trọng tải 600 tấn, động cơ compound 450 mã lực, chạy bằng hơi nước có dung tích tám mét khối, vận tốc đạt 8 hải lý/giờ. Tàu Bình Chuẩn chạy chuyến đầu tiên từ Hải Phòng cập bến Sài Gòn ngày 17 tháng 9 năm 1920, trong sự đón chào nồng nhiệt của giới công thương Sài Gòn lúc đó. Sự việc này được xem là sự kiện tượng trưng cho "Phong trào chấn hưng thương trường cổ động thực nghiệp" của giới tư sản Việt Nam lúc đó.
Bạch Thái Bưởi được mệnh danh là Chúa sông Bắc kỳ. Công ty của Bạch Thái Bưởi bắt đầu mở rộng tầm hoạt động khắp Đông Dương và các nước lân cận như Hồng Kông, Trung Quốc, Nhật Bản, Singapore, và Philippines. Đỉnh cao phát triển của công ty là khoảng cuối thập niên 1920 đầu 1930; khi ấy công ty có trên 40 con tàu cùng sà lan chạy trên tất cả các tuyến đường sông Bắc kỳ và cả các nước và vùng lãnh thổ lân cận, với số lượng nhân viên lên tới 2.500 người làm việc trên các đội tàu, xưởng đóng tàu, dưới sự điều khiển của một quản đốc có tên là Nguyễn Văn Phúc, một người tâm phúc của Bạch Thái Bưởi. Công ty đã tiến hành bảo dưỡng định kỳ, tân trang những con tàu mua lại đã rách nát và đóng mới hàng loạt những tàu pha sông biển. Văn phòng và chi nhánh của công ty có ở các thành phố lớn như Hà Nội, Nam Định, Tuyên Quang, Việt Trì, Bến Thủy, Quy Nhơn, Đà Nẵng, Sài Gòn.

### Mỏ
Từ lợi nhuận thu được từ kinh doanh hàng hải, Bạch Thái Bưởi tiếp tục đầu tư vào nhiều lĩnh vực khác, với ước vọng trở thành nhà kinh doanh tổng hợp, hiện đại như kiểu công ty Ford của Hoa Kỳ, với các lĩnh vực như: đấu thầu thu thuế ở Chợ Rồng, Nam Định, mở ty nước ở Thái Bình, mở quán cơm Tây ở Thanh Hoá...
Đặc biệt, Bạch Thái Bưởi đã đầu tư thành công vào một lĩnh vực được coi là cấm kỵ của thời Pháp thuộc, đó là ngành khai thác mỏ. Các mỏ than lúc bấy giờ đều nằm trọn trong tay người Pháp. Năm 1928, Bạch Thái Bưởi dốc nhiều tiền vào việc khởi nghiệp khai mỏ. Ông được cấp phép khai mỏ than ở vùng Quảng Yên. Nhận thức rằng muốn hơn người Pháp trong việc khai mỏ cần phải có người điều hành giỏi chuyên môn, thấu đáo kỹ thuật, ông nhờ người thân tín ở Pháp, tuyển dụng ở các trường kỹ thuật những người có tài năng về Việt Nam làm việc.
Sau thành công trong khai thác than, ông kinh doanh bất động sản ở Đồ Sơn, Hải Phòng.

### Văn hóa – Ấn bản
Có lẽ đóng góp quan trọng thứ hai sau kinh doanh hàng hải của Bạch Thái Bưởi là kinh doanh văn hoá. Ông đã đầu tư xây dựng "Công ty in và Xuất bản Bạch Thái Bưởi" (sau là Đông Kinh ấn quán). Năm 1921, Bạch Thái Bưởi cho ra đời tờ báo hàng ngày mang tên Khai hóa nhật báo với tôn chỉ: "Một là giúp đồng bào ta tự khai hoá, dạy bảo lẫn nhau... mở mang con đường thực nghiệp. Hai là giãi bày cùng Chính phủ bảo hộ những yêu cầu thiết thực, chính đáng của quốc dân. Ba là diễn giải những ý kiến, những lợi ích, tác hại của các công việc Chính phủ đang làm...". Mục đích cuối cùng của phong trào thực nghiệp mà Bạch Thái Bưởi phát động và cổ suý chỉ cốt làm giàu "vì dân giàu thì nước mới giàu". Tờ báo Khai hóa ra được 22 số trước khi đình bản.
Ông ủng hộ lập trường của Việt Nam Quốc dân Đảng.

### Cuối đời
Bạch Thái Bưởi còn dự định tạo dựng nhiều công trình như xây một nhà máy xay gạo ở Nam Định với những thiết bị tân tiến mua tận Hamburg (Đức), chương trình đặt ống cống, xây nhà máy nước, dựng nhà máy điện cho thành phố Nam Định và cả việc đặt đường sắt Nam Định – Hải Phòng,... nhưng ông đã không thực hiện được.
Bạch Thái Bưởi mất ngày 22 tháng 7 năm 1932 tại Hải Phòng, sau một cơn đau tim.

## Vinh danh
Tại quê nhà Yên Phúc, khu Đô thị Văn Quán, Hà Đông, Hà Nội có con đường mang tên ông.
Tại Nha Trang con đường hoa giấy đẹp nhất mang tên ông.
Ông được giới thiệu trong Sách giáo khoa lớp 4 tập 1 với tựa bài " "Vua tàu thủy" Bạch Thái Bưởi", theo Từ điển nhân vật lịch sử Việt Nam. Bài này thuộc chủ đề "Có chí thì nên".

## Hậu duệ
Vợ chồng Bạch Thái Bưởi có tòa nhà hai tầng (gồm nhiều căn) ở góc đường Đinh Tiên Hoàng - Trần Hưng Đạo (quận Hồng Bàng, thành phố Hải Phòng). Thời điểm tháng 10/1958, khi lên đường tham gia kháng chiến, ông Bạch Thái Hải (cháu nội của cụ Bạch Thái Bưởi) đã gửi Thành phố Hải Phòng giữ giúp tòa nhà. Khi gửi có giấy viết tay.
34 năm sau, ông Bạch Thái Hải có đơn xin lại nhà từ năm 1992. Tháng 7/1993, Văn phòng Trung ương Đảng có văn bản chuyển đơn kiến nghị của ông Hải cho Thành phố Hải Phòng giải quyết. Tuy nhiên, việc đòi nhà không có kết quả vì không còn giấy tờ lưu trữ. Sau đó, ba căn nhà mặt tiền đường Đinh Tiên Hoàng được Thành phố Hải Phòng bán thanh lý cho ba hộ dân.
Sau nhiều năm đòi lại nhà để làm nơi thờ tự không có kết quả, vào tháng 12/2019, bà Bạch Quế Hương (chắt nội ông Bạch Thái Bưởi) muốn trả lại cho Nhà nước các bằng khen, danh hiệu đã được trao tặng.